# Panangudi

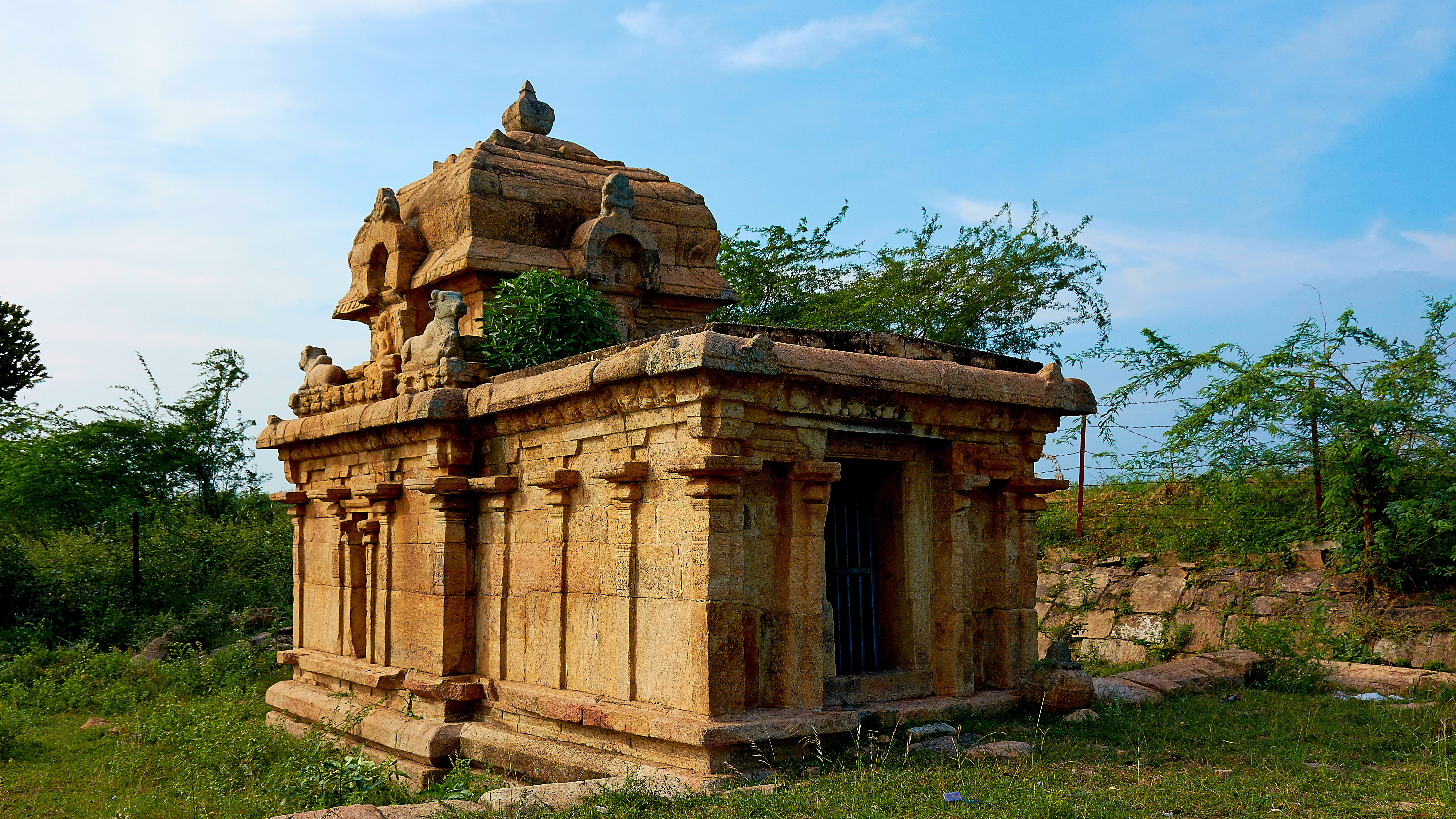
Panangudi – Shiva-Tempel

Panangudi ist ein Dorf mit ca. 2.400 Einwohnern im südindischen Bundesstaat Tamil Nadu. Etwas abseits des Dorfes steht ein mittelalterlicher Tempel aus der Zeit um 900.

## Lage
Panangudi liegt in einer Höhe von ca. 117 m ü. d. M. ungefähr 15 km (Fahrtstrecke) nordwestlich der Distrikthauptstadt Pudukkottai. Nur etwa 2 km nordöstlich befindet sich der Jain-Felstempel von Sittannavasal. Das beinahe tropische Klima ist meist schwülwarm; Regen fällt hauptsächlich in den Monsunmonaten Oktober bis Dezember.

## Bevölkerung
Die Einwohner von Panangudi sind nahezu ausschließlich Hindus; Angehörige anderer Religionen sind in Südindien unter der Landbevölkerung eher selten. Der männliche Bevölkerungsanteil ist geringfügig höher als der weibliche.

## Wirtschaft
Die Einwohner leben nahezu ausschließlich von der Landwirtschaft. Im Ortszentrum haben sich Kleinhändler und Handwerker angesiedelt, die auch von der guten Verkehrsanbindung profitieren.

## Geschichte
Die Gegend des gesamten Distrikts Pudukkottai gehörte im Frühmittelalter zum Pallava-Reich, welches im 9. Jahrhundert allmählich vom wiedererstarkenden Chola-Reich übernommen wurde. Im 13. Jahrhundert übernahm die in Madurai ansässige Pandya-Dynastie die Macht, gab sie jedoch im 14. Jahrhundert an das Vijayanagar-Reich ab.

## Sehenswürdigkeiten
- Im Ort selbst steht ein Vishnu-Tempel, über dessen Alter jedoch Angaben fehlen.
- Hauptsehenswürdigkeit des Ortes ist der kleine, etwas außerhalb stehende und dem 9. oder 10. Jahrhundert und damit der frühen Chola-Architektur zuzurechnende Shiva-Tempel. Seine Außenwände sind gegliedert (Nischen, Pilaster etc.), doch fehlt jeglicher figürlicher oder ornamentaler Bauschmuck. Während die Vorhalle (mandapa) flachgedeckt ist, befinden sich oberhalb eines in ca. 2,50 m Höhe umlaufenden Gesimses über der Cella (garbhagriha) vier liegende Nandi-Bullen. Der nur eingeschossige Turmaufbau ist etwas zurückgesetzt; seine vier Wandnischen enthalten Figuren der Götter Shiva, Vishnu, Brahma und Indra(?). Er schließt mit einer großen viereckigen 'Schirmkuppel', die – abgesehen von den Blendfenstern (kudus) – große Ähnlichkeit mit einer mitteleuropäischen Dachhaube hat; ihre Spitze wird von einem Krug oder einer Vase (kalasha) gebildet.